# ويليام غرين (لاعب كرة قاعدة)
ويليام غرين (بالإنجليزية: William Green)‏ هو لاعب كرة قاعدة أمريكي، ولد في 1894، وتوفي في 4 يونيو 1925 في شيكاغو في الولايات المتحدة.